# David Doherty
Pas d'image ? Cliquez ici

a Compétitions nationales et continentales officielles uniquement.

b Matchs officiels uniquement.
Dernière mise à jour le 8 février 2024.
David Doherty, né le 28 janvier 1987 à Leeds (Angleterre), est un joueur de rugby à XV anglais. Il joue aux postes d'arrière, d'ailier, voire de centre.
Il a connu des sélections en équipes de jeunes d'Angleterre et évolue dans le championnat d'Angleterre de rugby à XV.
Il a rejoint les London Wasps, après la relégation du club de Leeds en 2005-2006. En 2008-2009, il a rejoint les Sharks.

## Palmarès

### En club
- Vainqueur de la coupe d'Angleterre en 2005 avec Leeds Carnegie
- Vainqueur du championnat d'Angleterre en 2008 avec les London Wasps